# 开路先锋 (棒球)

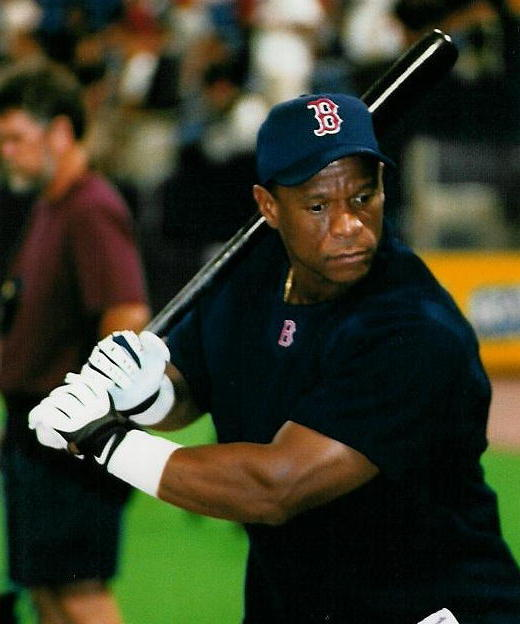
美国职棒大联盟的瑞奇·亨德森是一位开路先锋

在棒球中，开路先锋或者首发击球手是指在击球顺序中第一个击球的击球手，也可以指任何一局中先击球的击球手。

## 战略
传统上，首位击球手一直被用作接触导向位置。首位击球手的任务通常是以出色的上垒率上垒，并为球队创造得分。这种球员的次要目标包括消耗投手的耐力，并在垒间提供危险的存在以创造更多的进攻机会。因此，典型的首发击球手以小球为导向，将接触能力、速度、耐心以及偶尔的防守等因素提升到重要水平。 相反，强力击球手会被安排在第三和第四个位置，以击打首发击球手并因此获得更多的分数，从而不再强调首发击球手对力量的必要性。 首发击球手和小球之间的对应关系可以追溯到 1898 年，当时提到“身材矮小、活跃、能击球、跑垒和盗垒的家伙”适合担任这一位置。 瑞基·亨德森、铃木一朗和肯尼·洛夫顿等球员通常被认为是典型的首发击球手。 
一般来说，开路先锋是一个注重接触击球的位置。开路先锋的任务通常是以高效的上垒率上垒，并为球队创造得分机会。这类球员的次要目标包括消耗投手的体力并在垒上制造威胁，从而创造更多的进攻机会。因此，典型的开路先锋击球手倾向于小球战术，注重接触能力、速度、耐心，有时还包括防守能力。而力量型击球手则会被安排在第三和第四棒，以推动开路先锋击球手和产生更多的得分，从而减少了开路先锋击球手对力量的需求。开路先锋与小球战术的关联可以追溯到1898年，当时被描述为“一个能够击球、跑垒和盗垒的小而灵活的球员”适合这一位置。像瑞基·亨德森、铃木一朗和肯尼·洛夫顿等球员通常被认为是典型的开路先锋。
然而，近年来，首发击球手已经不再是传统阵容，而是更加全面的球员。许多球队选择在击球顺序的顶端使用上垒技巧高、力量有潜力的击球手，而放弃了速度和纯粹的接触能力。 近年来，凯尔·施瓦伯 (Kyle Schwarber)和乔治·斯普林格 (George Springer)等非典型首发击球手都曾担任过这一位置。